# Phường 13, Quận 10
Phường 13 là một phường thuộc Quận 10, Thành phố Hồ Chí Minh, Việt Nam.
Phường 13 có diện tích 0,47 km², dân số năm 2021 là 21.288 người,  mật độ dân số đạt 45.293 người/km².